# Florian Burkhardt

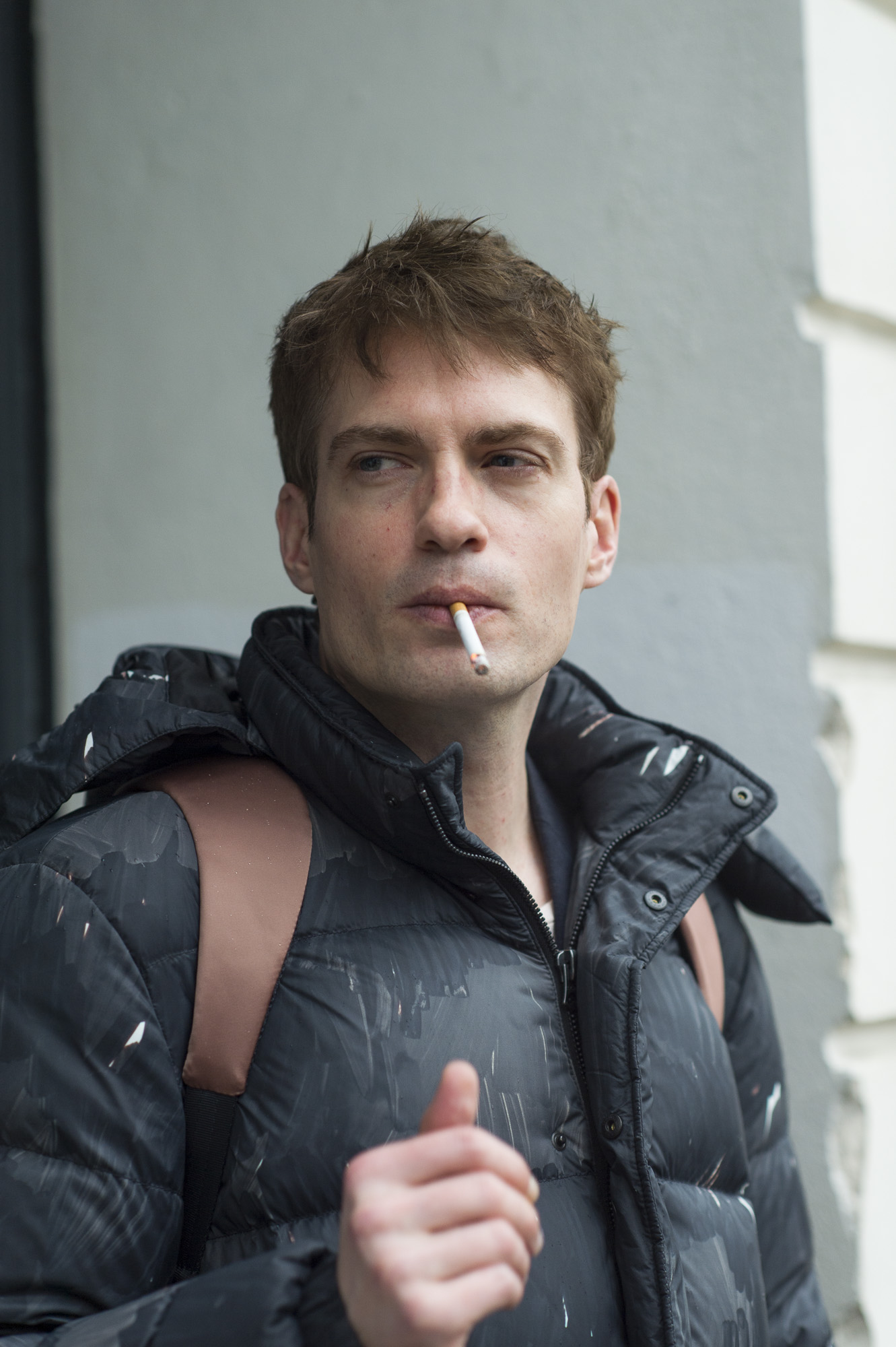
Florian Burkhardt (2015)

Florian Burkhardt (* 13. März 1974 in Basel, Pseudonym: electroboy) ist ein Schweizer Autor, Komponist und ehemaliges Model.

## Leben
Florian Burkhardt ist der Sohn von Hildegard und Peter Burkhardt, dem ehemaligen Vizedirektor des Eidgenössischen Flugzeugwerks. Burkhardt schloss nach der Matura (Abitur) ein Studium zum Primarschullehrer in einem katholischen Internat in Zug ab. Zunächst widmete er sich dem professionellen Snowboarden. Er war Mitgründer von Radio 3fach, kreierte 1993 die erste Schweizer Snowboard-Zeitschrift Independent und arbeitete danach als freiberuflicher Redakteur für das auflagenstärkste Snowboard-Magazin im deutschsprachigen Europa, Board Generation. Er wird heute als Snowboardpionier gesehen.
Burkhardt zog anschliessend nach Los Angeles, wo er von einem Agenten unter Vertrag genommen und von Ivana Chubbuck und Robert Easton trainiert wurde. Aus einem Beitrag in einer Filmzeitschrift resultierten Aufträge als Foto- und Laufstegmodel, was den Grundstein seiner unerwarteten Modelkarriere legte, die ihn später auf die Laufstege Mailands, Londons und Tokios führte. Er hatte Verträge mit unter anderem Wilhelmina Models, Boss Model Management und Why Not Model Agency und arbeitete für Labels wie Prada, Gucci, Moschino sowie Dolce & Gabbana und Fotografen wie David LaChapelle und Albert Watson buchten ihn für ihre Projekte.
Nachdem er das Modeln beendet hatte, zog er nach Zürich, studierte 1999 Multimedia Design und arbeitete als Konzepter bei R.Ø.S.A., der damals angesagtesten Internetagentur. Er konzipierte Portale für unter anderem SRF, Migros und Cablecom. Aus der Zusammenarbeit mit der Agentur wuchs sein Projekt emotionstimulator, das als eine der ersten Videos ins Internet brachte, was ihm einen Ruf als Internetpionier einbrachte.
Ab 2004 organisierte Burkhardt als electroboy Partys, bei denen das Visuelle und die Kunst mindestens eine so grosse Rolle spielen sollten wie die Musik selber. Die Veranstaltungen entwickelten sich zu aufwendigen Festivals und Burkhardt wurde im Jahr 2005 zum «Veranstalter des Jahres» in der Schweiz gewählt. Weiter gründete er das Kommerz, eine Zeitung für elektronische Musik und führte die ersten Swiss Electronic Music Awards (SEMA) durch. Er begann auch selbst mit dem Produzieren elektronischer Musik und veröffentlichte fünf CDs (siehe Diskographie).
2004 veröffentlichte er das Buch STOP, eine Sammlung von Beobachtungen und Gedanken.
Ab 2007 lebte Burkhardt in Berlin und war im Jahr 2009 Gründer und Künstlerischer Leiter des Berliner Cabaret Voltaire. Danach zog er für drei Jahre nach Bochum und kehrte anschliessend wieder zurück nach Berlin. Seit 2013 ist er als bildnerischer Gestalter aktiv.
Im November 2014 kam der Dokumentarfilm electroboy von Marcel Gisler über Burkhardts Leben ins Schweizer Kino und wurde 2015 unter anderem mit dem Schweizer Filmpreis ausgezeichnet. Im November 2015 startete der Film auch in Deutschland und Österreich.

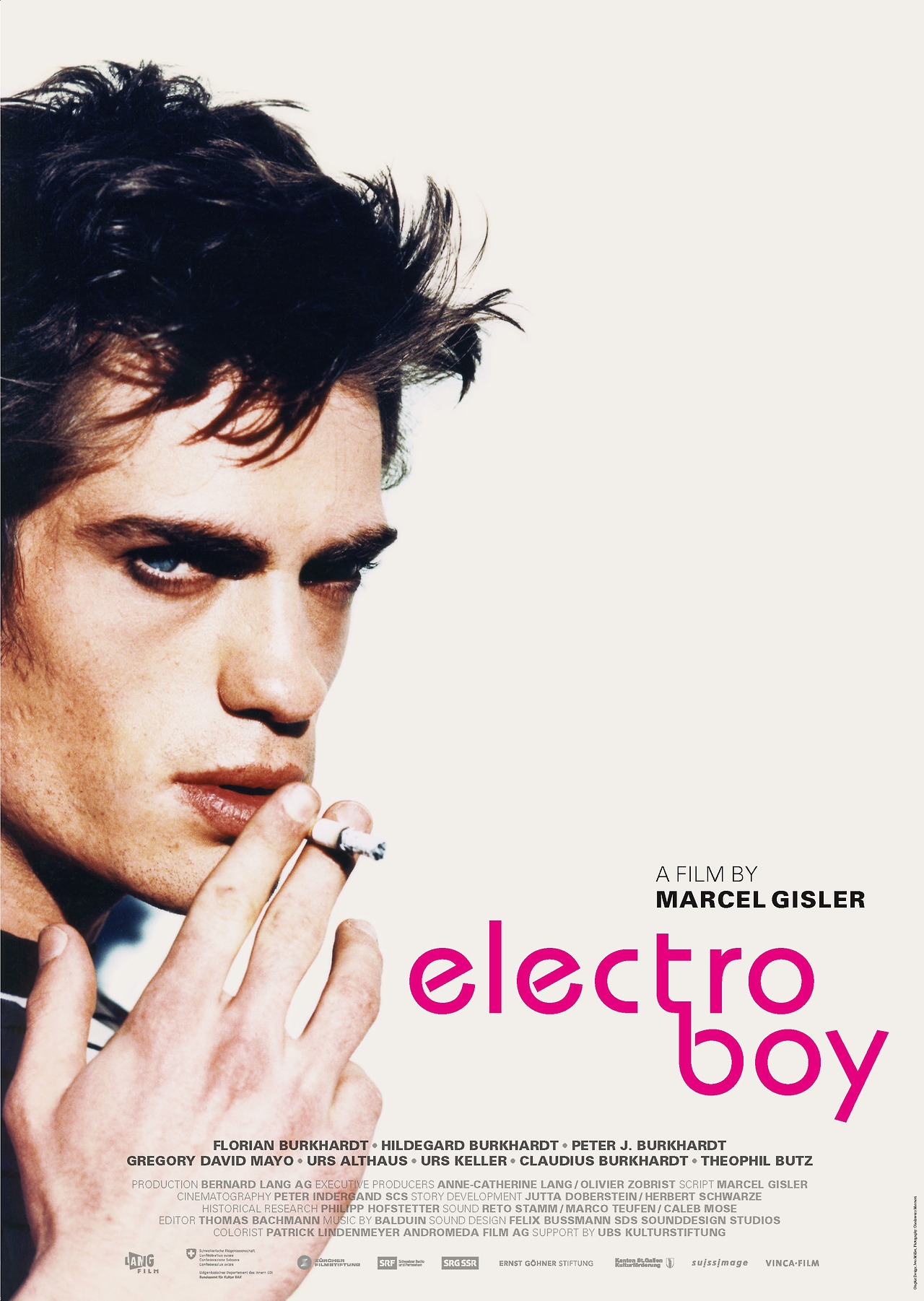
Florian Burkhardt auf dem Filmplakat von „electroboy“

Ab April 2015 war Burkhardt Kolumnist bei der Schweizer Onlinezeitung watson.ch. Anfang 2016 wechselte er zum sozialen Projekt Surprise Magazin, wo er bis 2018 monatlich seine Kolumne unter dem Namen «Randnotiz» veröffentlichte. 2017 erschien sein erster Roman, Das Kind meiner Mutter im Wörterseh-Verlag. 2018 folgte der Roman Das Gewicht der Freiheit im selben Verlag. Im gleichen Jahr veröffentlichte Burkhardt mit Lunik-Produzent Luk Zimmermann als «electroboy.ch» die Single «Nur eine Maschine». Im Juni 2019 zog sich Florian Burkhardt mit dem Mini-Album «Das fliegende Spaghettimonster», einer Party im Gaskessel und einer Ausstellung als electroboy wieder aus der Öffentlichkeit zurück.
Im Jahr 2020 begann Burkhardt als «Form Banal» Musik zu machen. 2021 veröffentlichte er das Album «Orange» und 2023 die Alben «Zitrone» und «Banane». Zudem ist Burkhardt seit 2023 unter dem Pseudonym «Die Figur» als Grafikkünstler aktiv. 2024 erscheint das Album «Tracks», das ausschliesslich mit analogen Synthesizer und Drum Machines produziert wurde.
Burkhardt ist homosexuell, wohnt seit 2022 in Luzern und ist Agnostiker und Veganer.

## Filme
- 2014: Electroboy von Marcel Gisler[41]

## Schriften
- STOP. Pro Business, Berlin 2004, ISBN 3-937343-63-6.
- Burghölzli, Geschichten und Bilder (mit einem ausführlichen Gespräch zwischen Marcel Gisler und Florian Burkhardt). Limmat Verlag, Zürich 2016, ISBN 978-3-85791-805-6.

### Autobiografische Romane
- Das Kind meiner Mutter. Wörterseh, Gockhausen 2017, ISBN 978-3-03763-079-2.
- Das Gewicht der Freiheit. Wörterseh, Gockhausen 2018, ISBN 978-3-03763-089-1.

## Diskografie
Als electroboy
- 2005: CD electroboy (tokah/Namskeio)
- 2006: EP Pädopop (alpinechic)
- 2006: CD 50 mg (Muve Recordings/Musikvertrieb)
- 2006: CD Hör die Emotionen (tokah/Restkultur)
- 2006: CD Der grosse Pop (tokah/iMusican)

Als electroboy.ch
- 2018: Single Nur eine Maschine (Sophie Records)[44]
- 2019: EP Das fliegende Spaghettimonster (Sophie Records)[45]

Als Form Banal
- 2021: Album Orange
- 2023: Album Zitrone
- 2023: Album Banane
- 2024: Album Tracks